# Bären

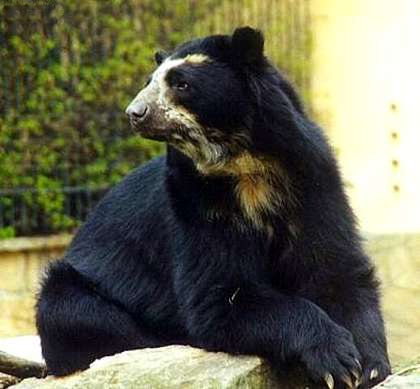
Brillenbär (Tremarctos ornatus)

Die Bären (Ursidae) sind eine Säugetierfamilie aus der Ordnung der Raubtiere (Carnivora). In Abgrenzung zu den Kleinbären (Procyonidae) werden sie auch als Großbären oder Echte Bären bezeichnet. Die Familie umfasst acht Arten und zählt zur Überfamilie der Hundeartigen.

## Merkmale
Die Bären gleichen sich im Körperbau. Ihr Körper ist massig und stämmig, der Kopf groß, und die Gliedmaßen sind eher kurz und sehr kräftig. Die Augen sind klein, die Ohren rund und aufgerichtet. Die meist langgestreckte Schnauze beherbergt je nach Art 40 oder 42 Zähne. Die Füße enden in fünf Zehen, die mit nicht einziehbaren Krallen versehen sind. Alle Bären sind Sohlengänger, wobei die Fußsohlen meist behaart sind; lediglich bei Arten, die oft auf Bäume klettern, wie den Malaienbären, sind die Fußsohlen nackt. Der Schwanz ist nur ein kleiner Stummel. Das Fell ist eher lang und bei den meisten Arten einfarbig, meist braun oder schwarz. Ausnahmen sind der Große Panda mit seiner auffälligen, schwarz-weißen Fellzeichnung und der weiße Eisbär. Bei mehreren Arten kann eine helle Fellzeichnung auf der Brust oder im Gesicht vorhanden sein.
Das Körpergewicht variiert zwischen 25 und 800 Kilogramm, wobei die Männchen stets deutlich schwerer als die Weibchen werden. Die Kopf-Rumpf-Länge beträgt 100 bis 280 Zentimeter.

## Verbreitung und Lebensraum
Bären sind heute in Eurasien und Amerika beheimatet, wobei sie von Südamerika nur dessen nordwestlichen Teil bewohnen. In West- und Mitteleuropa gibt es heute nur mehr Reliktvorkommen. In Afrika leben heute keine Bären mehr; der Atlasbär, eine Unterart des Braunbären im nordafrikanischen Atlasgebirge, starb im 19. Jahrhundert aus. Bären sind Generalisten in Bezug auf ihr Habitat und bewohnen eine Vielzahl von Lebensräumen, von den Polargebieten über Grasland bis hin zu tropischen Regenwäldern. Nur sehr trockene Gebiete werden gemieden.

## Lebensweise
Bären sind Einzelgänger und führen generell eine eher dämmerungs- oder nachtaktive Lebensweise (mit Ausnahme der Eisbären). Zum Schlafen ziehen sie sich oft in Höhlen, hohle Baumstämme oder Erdgruben zurück. Ihre übliche Fortbewegung ist ein eher langsamer und gemächlicher Passgang, sie können im Bedarfsfall aber bis zu 50 km/h schnell laufen. In der Regel klettern Bären gut (insbesondere der Malaienbär) und können auch ausgezeichnet schwimmen.
Etliche Arten halten während der kalten Monate Winterschlaf. Die Atemfrequenz und der Herzschlag gehen deutlich zurück, die Körpertemperatur sinkt aber aufgrund der Körpermasse nur wenig. Im Spätsommer und Herbst fressen sie sich einen Fettvorrat an, um sich in der kalten Jahreszeit in einen Bau oder eine Höhle zurückzuziehen. Während des Winters sind die Tiere aber dennoch in unregelmäßigen Abständen aktiv, etwa um zu trinken oder zu fressen oder auch Urin abzusetzen.

## Nahrung

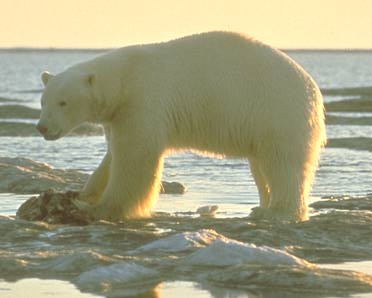
Der Eisbär (Ursus maritimus) ist der einzige Bär, der überwiegend Fleisch frisst

Bären sind meist Allesfresser, die je nach Art und Jahreszeit in unterschiedlichem Ausmaß pflanzliche und tierische Nahrung zu sich nehmen. Früchte und andere Pflanzenteile machen bei vielen Arten einen Großteil der Ernährung aus, ergänzt wird sie durch Insekten und deren Larven und kleine Wirbeltiere wie Fische oder Nagetiere. In unterschiedlichem Ausmaß erbeuten sie auch größere Wirbeltiere bis Hirschgröße, bei Gelegenheit auch teilweise Vieh. Abweichungen von diesem Schema sind der Große Panda, der sich fast ausschließlich von Bambus ernährt, und der Eisbär, der der einzige überwiegende Fleischfresser innerhalb dieser Gruppe ist.

## Fortpflanzung
Alle ein bis vier Jahre bringt das Weibchen Nachwuchs zur Welt. Die meisten Geburten fallen in die Monate November bis Februar, wenn das Weibchen Winterruhe hält. Die Paarung erfolgt viele Monate vorher. Von den meisten Arten ist eine verzögerte Einnistung bekannt: Die befruchtete Eizelle wird oft mehrere Monate im Uterus aufbewahrt, bevor es zur Nidation kommt.
Die eigentliche Tragzeit ist mit 60 bis 70 Tagen sehr kurz, die ein bis vier (meist zwei) Neugeborenen sind ausgesprochen klein. Bären zählen innerhalb der Plazentatiere zu den Tieren mit dem größten Gewichtsunterschied zwischen einem Weibchen und ihrem Wurf. Ausschließlich die Mutter kümmert sich um den Nachwuchs. Während dieser Zeit ist sie ausgesprochen aggressiv und greift nahezu jeden Eindringling an – einschließlich der Männchen und des Menschen. Das Absetzen erfolgt nach drei bis neun Monaten. Zumindest bis zum ersten Herbst, meist aber für 18 bis 24 Monate bleiben die Jungtiere bei der Mutter. Die Geschlechtsreife tritt mit drei bis sechs Jahren ein, das Größenwachstum ist bei den Männchen aber oft erst mit 10 bis 11 Jahren abgeschlossen.
Bären sind langlebige Tiere, in freier Natur können sie 20 bis 30 Jahre alt werden, in menschlicher Obhut bis zu 50 Jahre.
Die Tötung der Jungtiere durch ein fremdes Männchen ist die Haupttodesursache in den ersten Monaten. Nach dem Verlust des Nachwuchses wird die Bärin wieder fruchtbar und das andere Männchen kann sein Erbgut weitergeben.

## Menschen und Bären

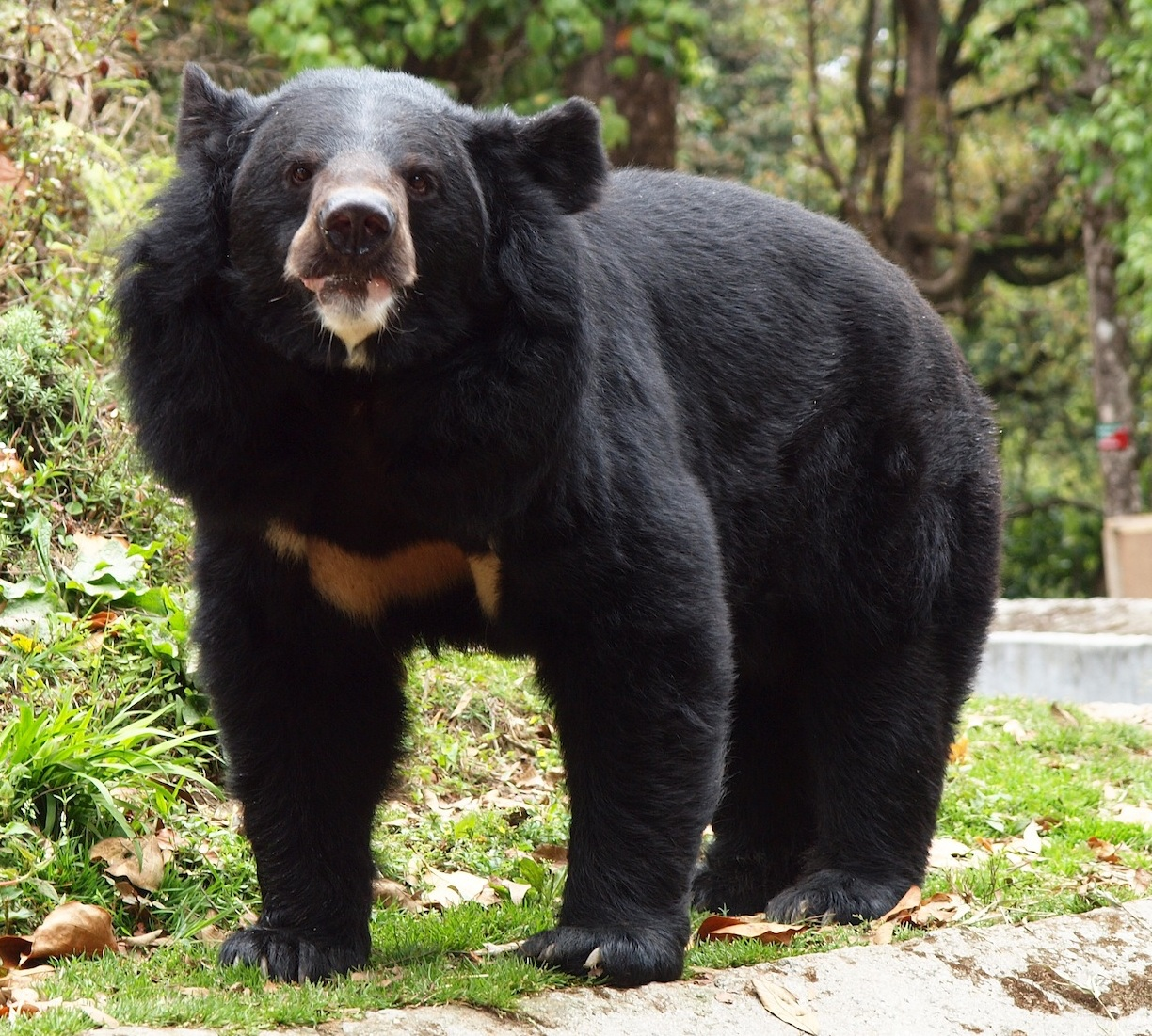
Kragenbär (Ursus thibetanus)

Wohl aufgrund ihrer Größe und Kraft spielen Bären in Mythologie und Kult vieler Völker eine wichtige Rolle. Bärenkulte waren und sind bei zahlreichen Wildbeutervölkern verbreitet. Götter in Bärengestalt waren aber auch unter anderem bei den Kelten bekannt, zahlreiche Mythen lassen eine Verehrung dieser Tiere erkennen. Auch in der Heraldik finden sich zahlreiche Abbildungen von Bären, wie z. B. Wappen Berlins, Wappen Berns (siehe Absatz „Der Bär in Ortsnamen, Stadt- und Gemeindewappen“) auch in zahlreichen Märchen und Sagen vieler Völker kommen sie vor.
Gleichzeitig mit der Verehrung fand und findet aber die Bejagung dieser Tiere aus unterschiedlichsten Gründen statt. Verschiedene Körperteile werden verwendet: Das Fleisch wird gegessen, das Bärenfell zu Kleidung oder Decken verarbeitet, und Zähne und Krallen werden zu Zierzwecken verwendet. Oft wird Körperteilen von Bären eine medizinische Wirkung zugesprochen, insbesondere die Gallenflüssigkeit der Kragenbären findet in der chinesischen Medizin immer noch Verwendung (Bärengalle).
Bären wurden und werden auch zu Unterhaltungszwecken eingefangen. In Schaukämpfen, sogenannten Bärenhatzen, ließ man die Tiere schon in der Antike gegen Hunde oder Menschen kämpfen. Als Tanzbären sorgten sie für Unterhaltung und noch heute werden sie gern in Zoos oder Bärengräben gehalten, teilweise unter nicht artgerechten Bedingungen. Doch zoologische Gärten unserer Tage haben sich dem Bären verschrieben, wie der Basler Zoo beispielsweise. Seit Ende der 1990er-Jahre existieren weltweit mehrere Bärenschutz-Einrichtungen, in denen Bären, die durch den Menschen ausgebeutet worden waren, ein Leben führen sollen, das ihrer Art entspricht.
Ein weiterer Grund für die Bejagung ist die Betrachtung der Bären als Nahrungskonkurrenten und potentielle Bedrohung für den Menschen. Bären reißen öfter Weidetiere und plündern Bienenstöcke oder Fischteiche. Das tatsächliche Ausmaß dieser Schädigungen dürfte aber oft übertrieben dargestellt werden. Für gewöhnlich gehen Bären Menschen aus dem Weg. Wenn sie aber ihre Jungen oder ihre Nahrungsvorräte bedroht sehen oder sie verwundet sind, kann es zu Angriffen auf Menschen kommen – manches mal mit tödlichem Ausgang. Zwar sind unprovozierte Angriffe selten, dennoch sterben mehrere Menschen pro Jahr durch Prankenhiebe oder Bisse von Bären, insbesondere in den USA und Kanada.

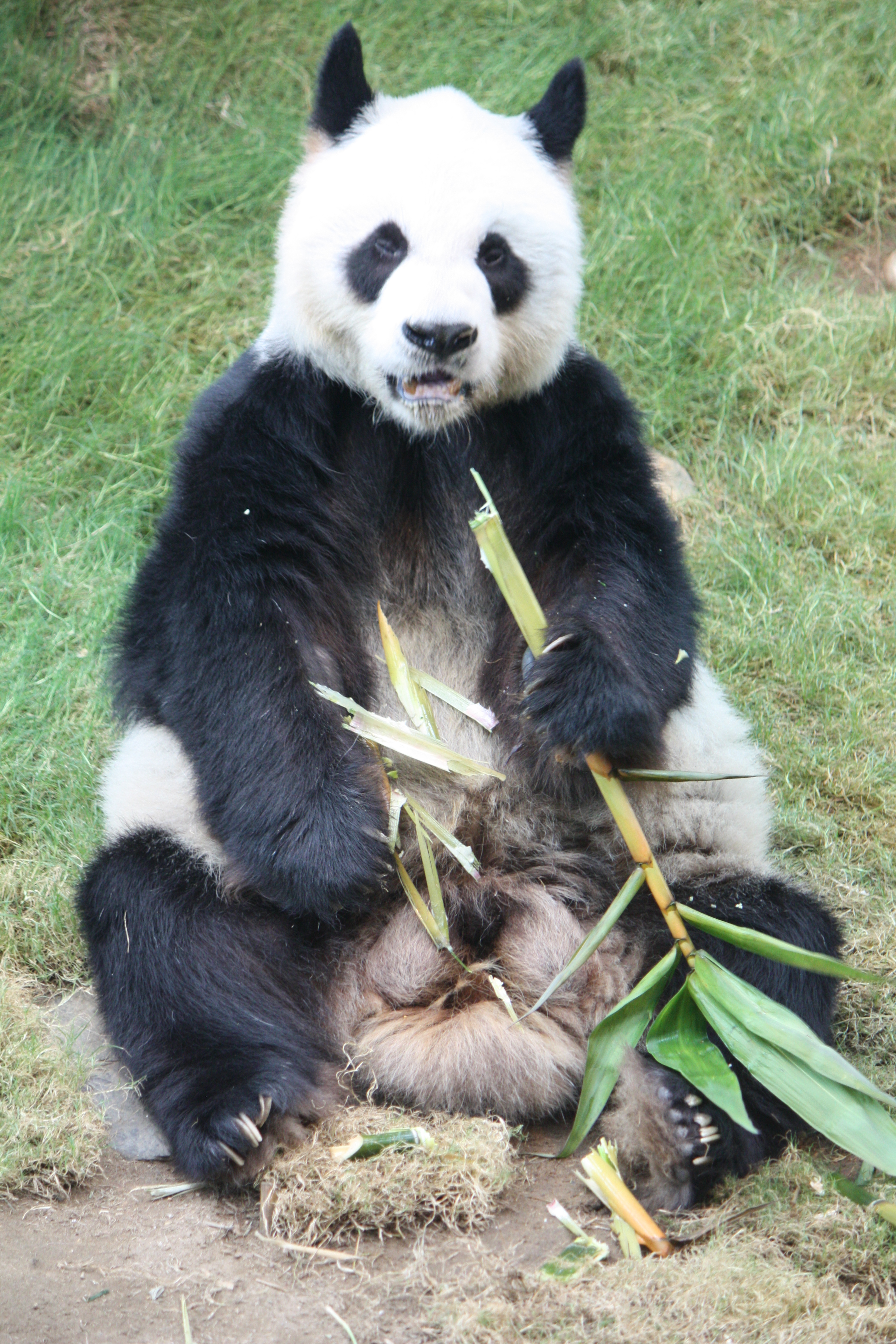
Der Große Panda (Ailuropoda melanoleuca) zählt zu den seltensten Bärenarten

Aus all diesen Gründen, zu denen auch die Zerstörung des Lebensraumes durch die Siedlungstätigkeit der Menschen kommt, sind viele Arten selten geworden oder in bestimmten Regionen ganz verschwunden. Braunbären jedoch kommen im Kerngebiet von Kanada, den USA und in West- und Mitteleuropa wieder in gesicherten Populationen vor, sind jedoch in Nordafrika sowie in Mexiko gänzlich ausgestorben. Auch der Malaienbär und insbesondere der Große Panda zählen zu den bedrohten Arten.

## Benennung und Etymologie
Das eigentliche Wort für „Bär“ im Urindogermanischen muss die Wortwurzel *h2r̥tḱ- gehabt haben, wie aus Wörtern wie griechisch arktós, lateinisch ursus (< *urcsus < *urctus), altindisch ŕ̥kṣa und hethitisch ḫartaka- zu schließen ist. Auch in einigen keltischen Sprachen ist die Wurzel erhalten, so im Altirischen (art), im Walisischen (arth) und im Bretonischen (arz). Die Wurzel taucht auch in den Namen der keltischen Gottheiten Andarta, Artaios, Matunus und Artio auf sowie bei den Griechen in den Namen der mythologischen Figuren Artemis und Arkas.
Das Etymon Bär kommt nur in germanischen Sprachen vor (englisch bear, niederländisch beer, skandinavisch björn) und wird herkömmlich von einem alten Wort für „braun“ abgeleitet. Eine andere Hypothese leitet das Wort von einer indogermanischen Wurzel *gwher- für „wildes Tier“ (verwandt mit lateinisch ferus) ab, was aber lautlich umstritten ist. Eine wieder andere, lautlich ebenfalls nicht plausible Theorie legt nahe, dass das Wort Bär vom altgermanischen wer für „Mann“ (vergleiche Werwolf) abstammt, was auf die Fähigkeit des Bären Bezug nimmt, ähnlich einem Menschen auf zwei Beinen stehen zu können.
Aufgrund der Sonderstellung der germanischen Sprachen wird vermutet, dass das Wort bei den Germanen als eine Art Tabuwort („Brauner“ statt „Bär“) entstanden ist, mit dessen Hilfe aus magischen Gründen die Verwendung des eigentlichen Bärenwortes vermieden werden sollte, um das mächtige Raubtier nicht beschwörend „herbeizurufen“. In diesem Zusammenhang könnte auch die Umschreibung Beowulf („Bienenwolf“) entstanden sein. Ein ähnlicher Hintergrund ist in den slawischen Sprachen zu vermuten, wo der Bär regelmäßig „Honigesser“ genannt wird (russisch медведь (medwed), ukrainisch ведмідь (wedmid), polnisch niedźwiedź, tschechisch medvěd, slowenisch medved, kroatisch medvjed).

## Systematik

### Externe Systematik
Bären zählen innerhalb der Raubtiere (Carnivora) zur Unterordnung der Hundeartigen (Canoidea). Ein enges Verwandtschaftsverhältnis besteht zu den Kleinbären (Procyonidae). Auch die Robben haben sich möglicherweise aus bärenartigen Vorfahren entwickelt. Der älteste bekannte Vertreter in der Entwicklungslinie der Bären ist die ausgestorbene Gattung Parictis; diese wurde oft zu den ausgestorbenen Amphicynodontidae gestellt. Die Amphicynodontidae sind aber möglicherweise auch paraphyletisch und könnten auch den Robben näher stehen als den Bären. Nähere Verwandte der Bären waren auch die Hemicyonidae. Amphicynodontidae und Hemicyonidae werden manchmal auch als Unterfamilien in die Ursidae eingeordnet oder mit ihnen als Überfamilie Ursoidea vereinigt.

### Interne Systematik
Die Familie der Bären teilt sich in drei rezente Unterfamilien mit zusammen fünf Gattungen, acht Arten und mehreren Unterarten:
| Unterfamilie Ursinae Swainson, 1835 – 3 Gattungen, 6 Arten                              |                                                                         |                                                                                                 |                                      | |                                              |
| Gattung Ursus Linnaeus, 1758 – 4 Arten                                                  |                                                                         |                                                                                                 |                                      | |                                              |
| Deutscher Name                                                                          | Wissenschaftlicher Name                                                 | Verbreitung                                                                                     | Gefährdungsstufe Rote Liste der IUCN | Anmerkungen | Bild                                         |
| Amerikanischer Schwarzbär                                                               | Ursus americanus Pallas, 1780                                           | Nordamerika:Kanada, USA:                                                                        | (Least Concern – nicht gefährdet)    | 16 rezente Unterarten Die Art ist in weiten Teilen Nordamerikas verbreitet, vorwiegend im Westen der USA, im Norden von Mexiko und in ganz Kanada und Alaska. Schätzungen gehen von 850.000 bis 950.000 Exemplaren aus. | Amerikanischer Schwarzbär (Ursus americanus) |
| Kragenbär                                                                               | Ursus thibetanus G. Cuvier, 1823                                        | Verbreitungsgebiet des Kragenbären; braun: rezent, schwarz: historisch, dunkelgrau: ungesichert | (Vulnerable – gefährdet)             | 7 rezente Unterarten Sie sind in Südostasien, am Fuß des Himalaya und in Taiwan und Japan heimisch. Die Art gilt aufgrund von illegaler Jagd und dem Verlust des Lebensraums als gefährdet. Verlässliche Schätzungen über Bestände fehlen. | Kragenbär (Ursus thibetanus)                 |
| Braunbär                                                                                | Ursus arctos Linnaeus, 1758                                             | Verbreitungsgebiet des Braunbären                                                               | (Least Concern – nicht gefährdet)    | 14 bis 16 rezente Unterarten, davon 3 ausgestorben Die Verbreitung umfasst große Teile des Nordwestens von Nordamerika, Europas und des asiatischen Teils Russlands. Darunter auch der Grizzly. Die Art gilt mit über 200.000 geschätzten Exemplaren weltweit als gesichert. | Braunbär (Ursus arctos)                      |
| Eisbär                                                                                  | Ursus maritimus Phipps, 1774                                            | Verbreitungsgebiet des Eisbären                                                                 | (Vulnerable – gefährdet)             | monotypisch Beheimatet ist der Eisbär vorwiegend an den wandernden Packeisgrenzen der Arktis, in Nordkanada, auf Spitzbergen und Grönland. Der Bestand hat in den letzten 45 Jahren etwa um 30 Prozent abgenommen, weil die Qualität des Lebensraums und seine Fläche aufgrund der globalen Erwärmung abgenommen hat. Die Art, deren Bestand auf 20.000 bis 25.000 Exemplare geschätzt wird, ist gefährdet. | Eisbär (Ursus maritimus)                     |
| Gattung Melursus Meyer, 1793 – 1 Art                                                    |                                                                         |                                                                                                 |                                      | |                                              |
| Deutscher Name                                                                          | Wissenschaftlicher Name                                                 | Verbreitung                                                                                     | Gefährdungsstufe Rote Liste der IUCN | Anmerkungen | Bild                                         |
| Lippenbär                                                                               | Melursus ursinus (Shaw, 1791) (oder Ursus ursinus, siehe unten)         | Verbreitungsgebiet des Lippenbären; grün: rezent, schwarz: historisch                           | (Vulnerable – gefährdet)             | 2 rezente Unterarten Sie leben auf Sri Lanka, in Indien, Nepal und Bhutan. Der Bestand wird auf ungefähr 20.000 geschätzt. Die Art wird in ihrem Lebensraum teilweise gejagt, da sie von der Landbevölkerung als eine Plage betrachtet wird. | Lippenbär (Melursus ursinus)                 |
| Gattung Helarctos Horsfield, 1825 – 1 Art                                               |                                                                         |                                                                                                 |                                      | |                                              |
| Deutscher Name                                                                          | Wissenschaftlicher Name                                                 | Verbreitung                                                                                     | Gefährdungsstufe Rote Liste der IUCN | Anmerkungen | Bild                                         |
| Malaienbär                                                                              | Helarctos malayanus (Raffles, 1821) (oder Ursus malayanus, siehe unten) | Verbreitungsgebiet des Malaienbären; schwarz: historisch, braun: rezent, grau: ungesichert      | (Vulnerable – gefährdet)             | 2 rezente Unterarten Beheimatet in den tropischen Regenwäldern Südostasiens. Seine Einteilung ist teilweise umstritten, er wird manchmal direkt der Gattung Ursus zugerechnet. Die Art ist gefährdet. Es gibt zwar keine aktuellen Populationsschätzungen, man geht aber davon aus, dass die großflächige Abholzung des Waldes in den letzten Jahren die Population deutlich reduziert hat.                 | Malaienbär (Helarctos malayanus)             |
| Unterfamilie Kurzschnauzenbären (Tremarctinae Merriam & Stock, 1925) – 1 Gattung, 1 Art |                                                                         |                                                                                                 |                                      | |                                              |
| Gattung Tremarctos Gervais, 1855 – 1 Art                                                |                                                                         |                                                                                                 |                                      | |                                              |
| Deutscher Name                                                                          | Wissenschaftlicher Name                                                 | Verbreitung                                                                                     | Gefährdungsstufe Rote Liste der IUCN | Anmerkungen | Bild                                         |
| Brillenbär                                                                              | Tremarctos ornatus (F. Cuvier, 1825)                                    | Verbreitungsgebiet des Brillenbären                                                             | (Vulnerable – gefährdet)             | monotypisch Er ist beheimatet in den tropischen Anden und damit die einzige einheimische Bärenart Südamerikas. Die Art ist bedroht, weil der Lebensraum um zwei bis vier Prozent pro Jahr abnimmt. | Brillenbär (Tremarctos ornatus)              |
| Unterfamilie Ailuropodinae Grevé, 1894 – 1 Gattung, 1 Art                               |                                                                         |                                                                                                 |                                      | |                                              |
| Gattung Ailuropoda Milne-Edwards, 1870 – 1 Art                                          |                                                                         |                                                                                                 |                                      | |                                              |
| Deutscher Name                                                                          | Wissenschaftlicher Name                                                 | Verbreitung                                                                                     | Gefährdungsstufe Rote Liste der IUCN | Anmerkungen | Bild                                         |

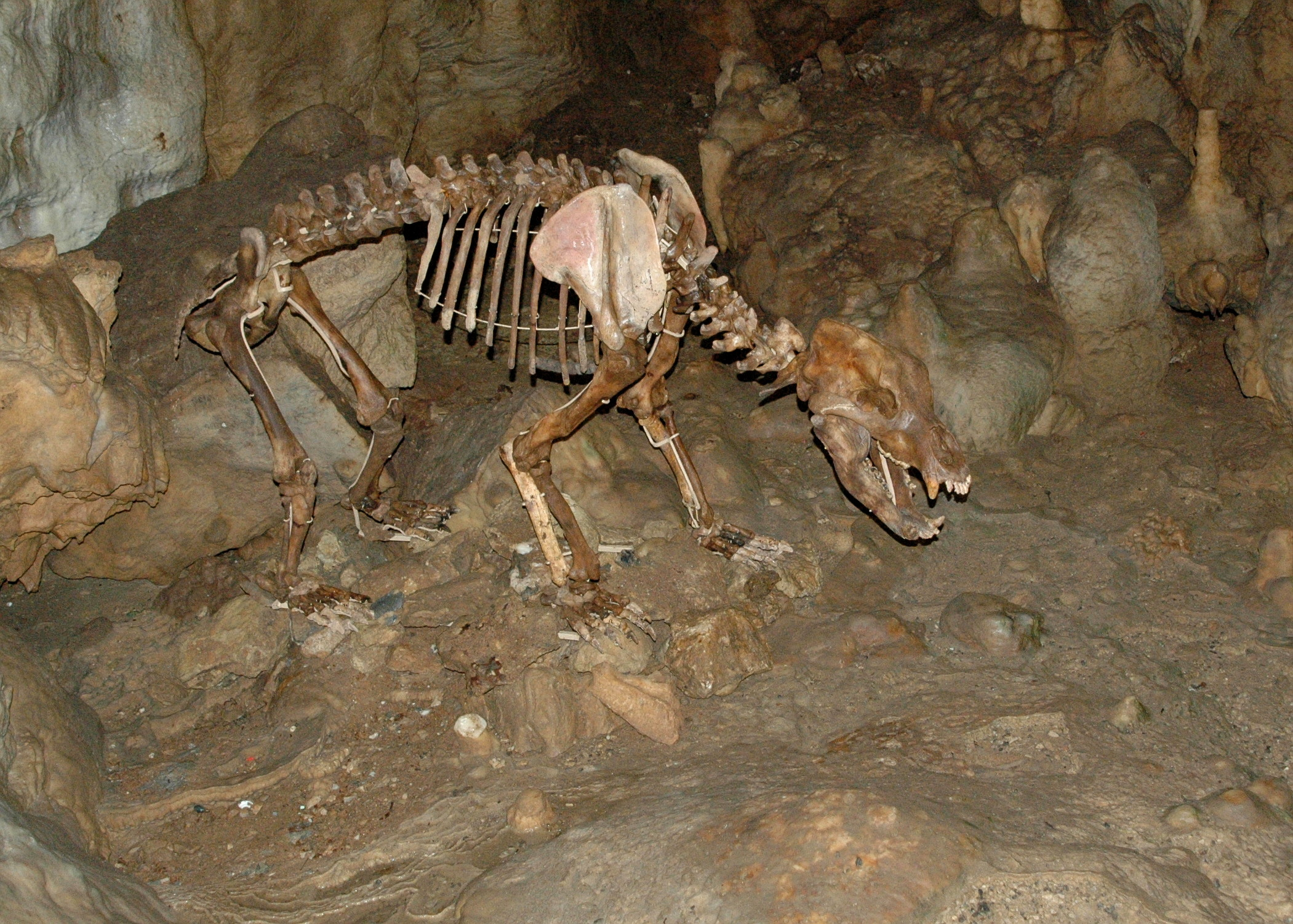
Skelett eines Höhlenbären in der Bärenhöhle auf der Schwäbischen Alb

| Großer Panda                                                                            | Ailuropoda melanoleuca (David, 1869)                                    | Verbreitungsgebiet des Großen Pandas                                                            | (Vulnerable – gefährdet)             | 2 rezente Unterarten Die Ailuropodinae ist ebenfalls rezent monotypisch (der Kleine Panda wird heute einer eigenen Familie zugeordnet) Der Große Panda bewohnt entlegene Gebiete im Inneren Chinas. Es gibt noch höchstens etwa 2500 Exemplare. Die Art ist gefährdet. | Großer Panda (Ailuropoda melanoleuca)        |

### Zuordnung
Der Große Panda ist einziger rezenter Vertreter der Unterfamilie Ailuropodinae. Ein ausgestorbener Vertreter war unter anderen Kretzoiarctos. Großer und Kleiner Panda wurden früher zusammen in eine eigene Familie (Katzenbären) gestellt, das wird jedoch heute als obsolet betrachtet. Aufgrund gewisser Übereinstimmungen in der DNA werden Kleine Pandas manchmal ebenfalls den Bären zugeteilt oder aber in einer eigenen Familie (Ailuridae) geführt; siehe Systematik des Kleinen Pandas.
Der Brillenbär ist der einzige rezente Vertreter der Kurzschnauzenbären (Tremarctinae), einer eigenen Unterfamilie, zu der auch die ausgestorbenen Riesen-Kurznasenbären gezählt werden.
Die übrigen sechs Arten, also Braunbär, die beiden Schwarzbären Amerikanischer und Asiatischer Schwarzbär bzw. Kragenbär, Eisbär, Malaienbär und Lippenbär, bilden die Unterfamilie Ursinae. In manchen Systematiken werden sie alle der Gattung Ursus zugeordnet, in manchen werden Malaien- und Lippenbär in einer eigenen Gattung (Helarctos respektive Melursus) geführt. Dann wäre die Gattung Ursus nach dem nachfolgenden Kladogramm paraphyletisch. Zu den ausgestorbenen Vertretern dieser Gruppe zählt unter anderem Ursus minimus und der Höhlenbär (Ursus spelaeus).
Vereinfachtes Kladogramm der Bären nach Kumar et al. (2017):
|  | \| \| Eisbär (Ursus maritimus) \| \| \| \| \| \| Braunbär (Ursus arctos) \| \| \| \| |
|  |                                                                                      |
|  | Amerikanischer Schwarzbär (Ursus americanus)                                         |
|  |                                                                                      |
|  | Eisbär (Ursus maritimus)                                                             |
|  |                                                                                      |
|  | Braunbär (Ursus arctos)                                                              |
|  |                                                                                      |

|  | Eisbär (Ursus maritimus) |
|  |                          |
|  | Braunbär (Ursus arctos)  |
|  |                          |

|  | \| \| Malaienbär (Helarctos malayanus) \| \| \| \| \| \| Lippenbär (Melursus ursinus) \| \| \| \| |
|  |                                                                                                   |
|  | Kragenbär (Ursus thibetanus)                                                                      |
|  |                                                                                                   |
|  | Malaienbär (Helarctos malayanus)                                                                  |
|  |                                                                                                   |
|  | Lippenbär (Melursus ursinus)                                                                      |
|  |                                                                                                   |

|  | Malaienbär (Helarctos malayanus) |
|  |                                  |
|  | Lippenbär (Melursus ursinus)     |
|  |                                  |

|  | \| \| Eisbär (Ursus maritimus) \| \| \| \| \| \| Braunbär (Ursus arctos) \| \| \| \| |
|  |                                                                                      |
|  | Amerikanischer Schwarzbär (Ursus americanus)                                         |
|  |                                                                                      |
|  | Eisbär (Ursus maritimus)                                                             |
|  |                                                                                      |
|  | Braunbär (Ursus arctos)                                                              |
|  |                                                                                      |

|  | Eisbär (Ursus maritimus) |
|  |                          |
|  | Braunbär (Ursus arctos)  |
|  |                          |

|  | \| \| Malaienbär (Helarctos malayanus) \| \| \| \| \| \| Lippenbär (Melursus ursinus) \| \| \| \| |
|  |                                                                                                   |
|  | Kragenbär (Ursus thibetanus)                                                                      |
|  |                                                                                                   |
|  | Malaienbär (Helarctos malayanus)                                                                  |
|  |                                                                                                   |
|  | Lippenbär (Melursus ursinus)                                                                      |
|  |                                                                                                   |

|  | Malaienbär (Helarctos malayanus) |
|  |                                  |
|  | Lippenbär (Melursus ursinus)     |
|  |                                  |

|  | Brillenbär (Tremarctos ornatus) |
|  |                                 |
|  | Kurznasenbär (Arctodus simus) † |
|  |                                 |

|  | \| \| Eisbär (Ursus maritimus) \| \| \| \| \| \| Braunbär (Ursus arctos) \| \| \| \| |
|  |                                                                                      |
|  | Amerikanischer Schwarzbär (Ursus americanus)                                         |
|  |                                                                                      |
|  | Eisbär (Ursus maritimus)                                                             |
|  |                                                                                      |
|  | Braunbär (Ursus arctos)                                                              |
|  |                                                                                      |

|  | Eisbär (Ursus maritimus) |
|  |                          |
|  | Braunbär (Ursus arctos)  |
|  |                          |

|  | \| \| Malaienbär (Helarctos malayanus) \| \| \| \| \| \| Lippenbär (Melursus ursinus) \| \| \| \| |
|  |                                                                                                   |
|  | Kragenbär (Ursus thibetanus)                                                                      |
|  |                                                                                                   |
|  | Malaienbär (Helarctos malayanus)                                                                  |
|  |                                                                                                   |
|  | Lippenbär (Melursus ursinus)                                                                      |
|  |                                                                                                   |

|  | Malaienbär (Helarctos malayanus) |
|  |                                  |
|  | Lippenbär (Melursus ursinus)     |
|  |                                  |

|  | \| \| Eisbär (Ursus maritimus) \| \| \| \| \| \| Braunbär (Ursus arctos) \| \| \| \| |
|  |                                                                                      |
|  | Amerikanischer Schwarzbär (Ursus americanus)                                         |
|  |                                                                                      |
|  | Eisbär (Ursus maritimus)                                                             |
|  |                                                                                      |
|  | Braunbär (Ursus arctos)                                                              |
|  |                                                                                      |

|  | Eisbär (Ursus maritimus) |
|  |                          |
|  | Braunbär (Ursus arctos)  |
|  |                          |

|  | \| \| Malaienbär (Helarctos malayanus) \| \| \| \| \| \| Lippenbär (Melursus ursinus) \| \| \| \| |
|  |                                                                                                   |
|  | Kragenbär (Ursus thibetanus)                                                                      |
|  |                                                                                                   |
|  | Malaienbär (Helarctos malayanus)                                                                  |
|  |                                                                                                   |
|  | Lippenbär (Melursus ursinus)                                                                      |
|  |                                                                                                   |

|  | Malaienbär (Helarctos malayanus) |
|  |                                  |
|  | Lippenbär (Melursus ursinus)     |
|  |                                  |

|  | Brillenbär (Tremarctos ornatus) |
|  |                                 |
|  | Kurznasenbär (Arctodus simus) † |
|  |                                 |

|  | \| \| Eisbär (Ursus maritimus) \| \| \| \| \| \| Braunbär (Ursus arctos) \| \| \| \| |
|  |                                                                                      |
|  | Amerikanischer Schwarzbär (Ursus americanus)                                         |
|  |                                                                                      |
|  | Eisbär (Ursus maritimus)                                                             |
|  |                                                                                      |
|  | Braunbär (Ursus arctos)                                                              |
|  |                                                                                      |

|  | Eisbär (Ursus maritimus) |
|  |                          |
|  | Braunbär (Ursus arctos)  |
|  |                          |

|  | \| \| Malaienbär (Helarctos malayanus) \| \| \| \| \| \| Lippenbär (Melursus ursinus) \| \| \| \| |
|  |                                                                                                   |
|  | Kragenbär (Ursus thibetanus)                                                                      |
|  |                                                                                                   |
|  | Malaienbär (Helarctos malayanus)                                                                  |
|  |                                                                                                   |
|  | Lippenbär (Melursus ursinus)                                                                      |
|  |                                                                                                   |

|  | Malaienbär (Helarctos malayanus) |
|  |                                  |
|  | Lippenbär (Melursus ursinus)     |
|  |                                  |

|  | \| \| Eisbär (Ursus maritimus) \| \| \| \| \| \| Braunbär (Ursus arctos) \| \| \| \| |
|  |                                                                                      |
|  | Amerikanischer Schwarzbär (Ursus americanus)                                         |
|  |                                                                                      |
|  | Eisbär (Ursus maritimus)                                                             |
|  |                                                                                      |
|  | Braunbär (Ursus arctos)                                                              |
|  |                                                                                      |

|  | Eisbär (Ursus maritimus) |
|  |                          |
|  | Braunbär (Ursus arctos)  |
|  |                          |

|  | \| \| Malaienbär (Helarctos malayanus) \| \| \| \| \| \| Lippenbär (Melursus ursinus) \| \| \| \| |
|  |                                                                                                   |
|  | Kragenbär (Ursus thibetanus)                                                                      |
|  |                                                                                                   |
|  | Malaienbär (Helarctos malayanus)                                                                  |
|  |                                                                                                   |
|  | Lippenbär (Melursus ursinus)                                                                      |
|  |                                                                                                   |

|  | Malaienbär (Helarctos malayanus) |
|  |                                  |
|  | Lippenbär (Melursus ursinus)     |
|  |                                  |

|  | Brillenbär (Tremarctos ornatus) |
|  |                                 |
|  | Kurznasenbär (Arctodus simus) † |
|  |                                 |

|  | \| \| Eisbär (Ursus maritimus) \| \| \| \| \| \| Braunbär (Ursus arctos) \| \| \| \| |
|  |                                                                                      |
|  | Amerikanischer Schwarzbär (Ursus americanus)                                         |
|  |                                                                                      |
|  | Eisbär (Ursus maritimus)                                                             |
|  |                                                                                      |
|  | Braunbär (Ursus arctos)                                                              |
|  |                                                                                      |

|  | Eisbär (Ursus maritimus) |
|  |                          |
|  | Braunbär (Ursus arctos)  |
|  |                          |

|  | \| \| Malaienbär (Helarctos malayanus) \| \| \| \| \| \| Lippenbär (Melursus ursinus) \| \| \| \| |
|  |                                                                                                   |
|  | Kragenbär (Ursus thibetanus)                                                                      |
|  |                                                                                                   |
|  | Malaienbär (Helarctos malayanus)                                                                  |
|  |                                                                                                   |
|  | Lippenbär (Melursus ursinus)                                                                      |
|  |                                                                                                   |

|  | Malaienbär (Helarctos malayanus) |
|  |                                  |
|  | Lippenbär (Melursus ursinus)     |
|  |                                  |

|  | \| \| Eisbär (Ursus maritimus) \| \| \| \| \| \| Braunbär (Ursus arctos) \| \| \| \| |
|  |                                                                                      |
|  | Amerikanischer Schwarzbär (Ursus americanus)                                         |
|  |                                                                                      |
|  | Eisbär (Ursus maritimus)                                                             |
|  |                                                                                      |
|  | Braunbär (Ursus arctos)                                                              |
|  |                                                                                      |

|  | Eisbär (Ursus maritimus) |
|  |                          |
|  | Braunbär (Ursus arctos)  |
|  |                          |

|  | \| \| Malaienbär (Helarctos malayanus) \| \| \| \| \| \| Lippenbär (Melursus ursinus) \| \| \| \| |
|  |                                                                                                   |
|  | Kragenbär (Ursus thibetanus)                                                                      |
|  |                                                                                                   |
|  | Malaienbär (Helarctos malayanus)                                                                  |
|  |                                                                                                   |
|  | Lippenbär (Melursus ursinus)                                                                      |
|  |                                                                                                   |

|  | Malaienbär (Helarctos malayanus) |
|  |                                  |
|  | Lippenbär (Melursus ursinus)     |
|  |                                  |

|  | Brillenbär (Tremarctos ornatus) |
|  |                                 |
|  | Kurznasenbär (Arctodus simus) † |
|  |                                 |

## Der Bär als Namensgeber anderer Naturerscheinungen im Deutschen
Tiere außerhalb der Bärenverwandtschaft: Seebären, Ameisenbären, Koalabär, Bärenmarder oder Vielfraß, Marderbär oder Binturong, Bärenpavian, Bärenmakak, Bärenstummelaffe, Bärenbrüllaffe, Bärenmakis, Bärenkuskus, Bärenkrebse, Bärenspinner (darunter Brauner Bär), Bärtierchen oder Wasserbären.
Pflanzen: Bärlappgewächse, Bärlauch, Bärenklaue (Gattung Heracleum) (darunter Wiesenbärenklau und Riesenbärenklau), Bärenklaue (Gattung Acanthus), Bärenklau-Silberkerze, Bärentrauben (darunter Echte Bärentraube), Bärwurz, Bärenschote, Bärenohren (darunter Prächtiges Bärenohr), Bärenfellgras.
Sternbilder: Großer Bär, Kleiner Bär.

## Der Bär im Film
Das Dschungelbuch (Originaltitel: The Jungle Book) ist ein Zeichentrickfilm der Walt-Disney-Studios von 1967. Hier spielt ein animierter Braunbär die Rolle des Balu (auch Baloo) der Bär, der den Beschützer des bei Wölfen aufgewachsenen Findelkindes Mogli darstellt. Walt Disney realisierte den Film nur ein Jahr vor seinem Tod nach der sehr frei adaptierten Vorlage von Rudyard Kiplings Roman.
Im französischen Film Der Bär von Jean-Jacques Annaud aus dem Jahr 1988 spielen zwei Bären die Hauptrollen. Der ausgewachsene Bär im Film war der von mehreren Tierrollen bekannte und dafür dressierte Kodiakbär Bart the Bear. Außerdem wurden insgesamt zwölf Jungtiere für die Dreharbeiten eingesetzt.
Auf Messers Schneide – Rivalen am Abgrund ist ein US-amerikanisches Filmdrama von Lee Tamahori aus dem Jahr 1997. Anthony Hopkins und Alec Baldwin spielen die Hauptrollen, jedoch ist ein Bär der eigentliche Star des Films, der ab der Hälfte des Films die entscheidende Rolle spielt und alle Protagonisten eines Jagdausfluges in Alaska tötet – bis auf einen.
Grizzly Man ist ein Dokumentarfilm von dem deutschen Regisseur Werner Herzog von 2005. Er porträtiert den Tierschützer Timothy Treadwell, der 13 Sommer lang mit Grizzlybären in Alaska zusammengelebt hatte. Der Film besteht zu erheblichem Teil aus Treadwells einzigartigem Videomaterial, das fast hundert Stunden umfasst. Anfang Oktober 2003 wurden Treadwell und seine Freundin Amie Huguenard von einem Bären angefallen, getötet und teilweise aufgefressen. Treadwells Kamera erfasste auch den Tod des Paares, allerdings lediglich als reine Audioaufzeichnung.
Der Bärenmann – Vater und Sohn unter Grizzlys in Alaska ist ein Dokumentarfilm des deutschen Tierfilmers und Fotografen Andreas Kieling von 2004. Er wurde zuletzt in der Sendung der Fernsehreihe "Expeditionen ins Tierreich" am 2. Februar 2018 im NDR gezeigt. Kieling faszinieren Braunbären seit vielen Jahren. Alaska, der Lebensraum der großen Grizzlys, ist deshalb nicht nur zu seinem Hauptarbeitsgebiet, sondern auch zu seiner zweiten Heimat geworden.
Im Land der Bären (Originaltitel: Terre des ours) ist ein 2014 erschienener französischer 3D-Dokumentarfilm von Guillaume Vincent. Es wird ein vierjähriger Bär beobachtet, der sein Winterlager verlassen hat und sich zum Tal der Geysire begibt. Dort trifft er auf seine Schwester. Ebenfalls im Tal befindet sich eine Bärenmutter mit ihren zwei Jungtieren. Zudem wird ein zwölf Jahre alter Bär nach einem Aufwachen aus dem Winterschlaf gezeigt.
The Revenant – Der Rückkehrer ist ein US-amerikanischer Thriller von Alejandro G. Iñárritu, der 2016 in die deutschen Kinos kam. Eine wichtige Szene ist das Aufeinandertreffen des Hauptdarstellers Leonardo DiCaprio mit einem Grizzlybär. Der absolut naturgetreu wirkende Bär wurde jedoch mit Hilfe von Computer Generated Imagery (CGI) zum Leben erweckt. Am Filmset aber schlüpfte ein Stuntman in ein Bärenkostüm und kämpfte mit DiCaprio auf dem Waldboden.
Der Bärenmann ist ein Dokumentarfilm der Schweizers Beat Bieri von 2016. Der gezeigte Protagonist Reno Sommerhalder lebt bereits seit 30 Jahren unter Bären in Kanada. Dabei hat er erkannt, dass mit diesen Großraubtieren eine friedliche Koexistenz möglich ist, wenn man entsprechenden Respekt vor ihnen hat.

## Der Bär in Kunst, Wissenschaft und Kultur
Der Bärenhäuter ist eine Oper in drei Akten von Siegfried Wagner, der auch das Libretto verfasst hat. Das Stück spielt in den Bayreuther Landen zur Zeit des Dreißigjährigen Krieges.
Der Bär ist ein Einakter von Anton Tschechow; der Titel bezieht sich auf einen 'wilden' Mann vor dessen Wandel zum Kuschelbären.
Old Shatterhand (englisch für „Alte Schmetterhand“) ist eine fiktive Gestalt, die der deutsche Schriftsteller Karl May für seine Wildwest-Romane schuf. Er besaß den „Bärentöter“, eine sehr schwere Büchse, die sogar einen Bären mit einem Schuss auf große Entfernung töten konnte.

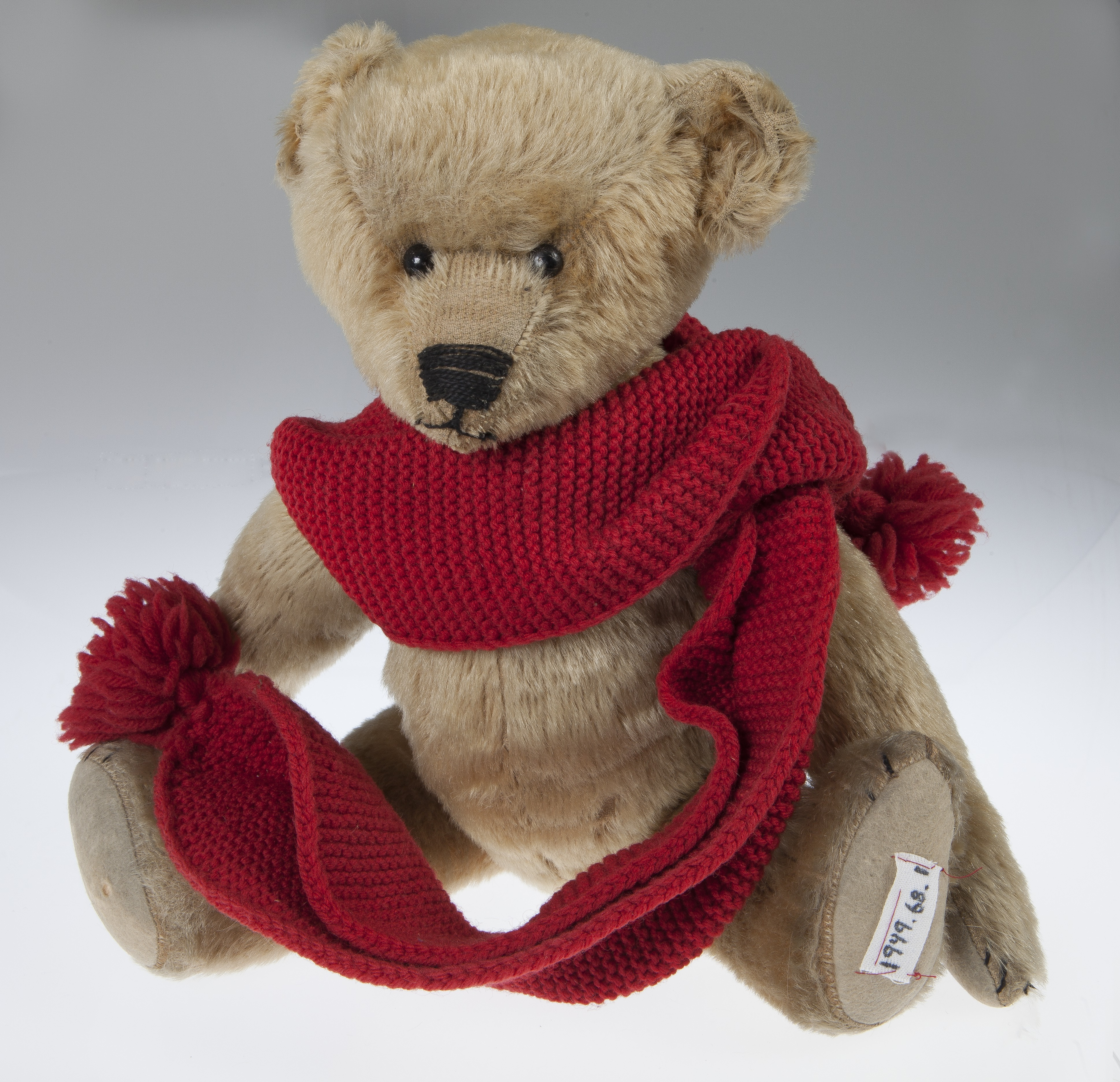
Teddybär aus Mohairplüsch

Der Teddybär, auch Teddy genannt, ist ein beliebtes und weltweit bekanntes Spiel- und Kuscheltier. Die ersten Teddybären sind nahezu zeitgleich in Deutschland und in Amerika entstanden. 1902 wurden bei der Firma Steiff gegliederte Bären aus Mohairplüsch entwickelt; 1903 nähte Rose Mitchtom den ersten amerikanischen Teddybär. Als Namenspate der Teddybären gilt Theodore Roosevelt, der von seinen Freunden „Teddy“ genannt wurde.
Der Teddybärenvirus ist ein Internet-Hoax aus dem Jahre 2002, der Nutzer dazu brachte, eine harmlose Windows-Systemdatei mit einem Teddybär-Icon fälschlich für einen Virus zu halten und zu löschen.
Jambavat ist im Ramayana der König der Bären.
In Rudyard Kiplings Dschungelbuch ist Baloo Mowglis „Lehrer der Gesetze“.
Über die Totemzeichen einiger kanadischer First Nations, welche teilweise zum Christentum übertraten, findet der Bär im christlichen Gräberkult Einzug.

## Der Bär in Ortsnamen, Stadt- und Gemeindewappen

### Beispiele von Ortsnamen, die heute mit „ä“ geschrieben werden
Der Große Bärenberg ist eine Erhebung in Deutschland.
Bärnau ist eine Gemeinde im Landkreis Tirschenreuth in der Oberpfalz.
Bärenstein ist ein Stadtteil der sächsischen Stadt Altenberg, eine Gemeinde am Pöhlbach im Erzgebirgskreis in Sachsen sowie ein markanter Fels bei Abterode in Hessen.
Die mit weniger als 500 Einwohnern ist Bärenthal die kleinste Gemeinde im Landkreis Tuttlingen in Baden-Württemberg.

### Beispiele sprachlich abgewandelter Ortsnamen, die heute mit „e“ geschrieben werden

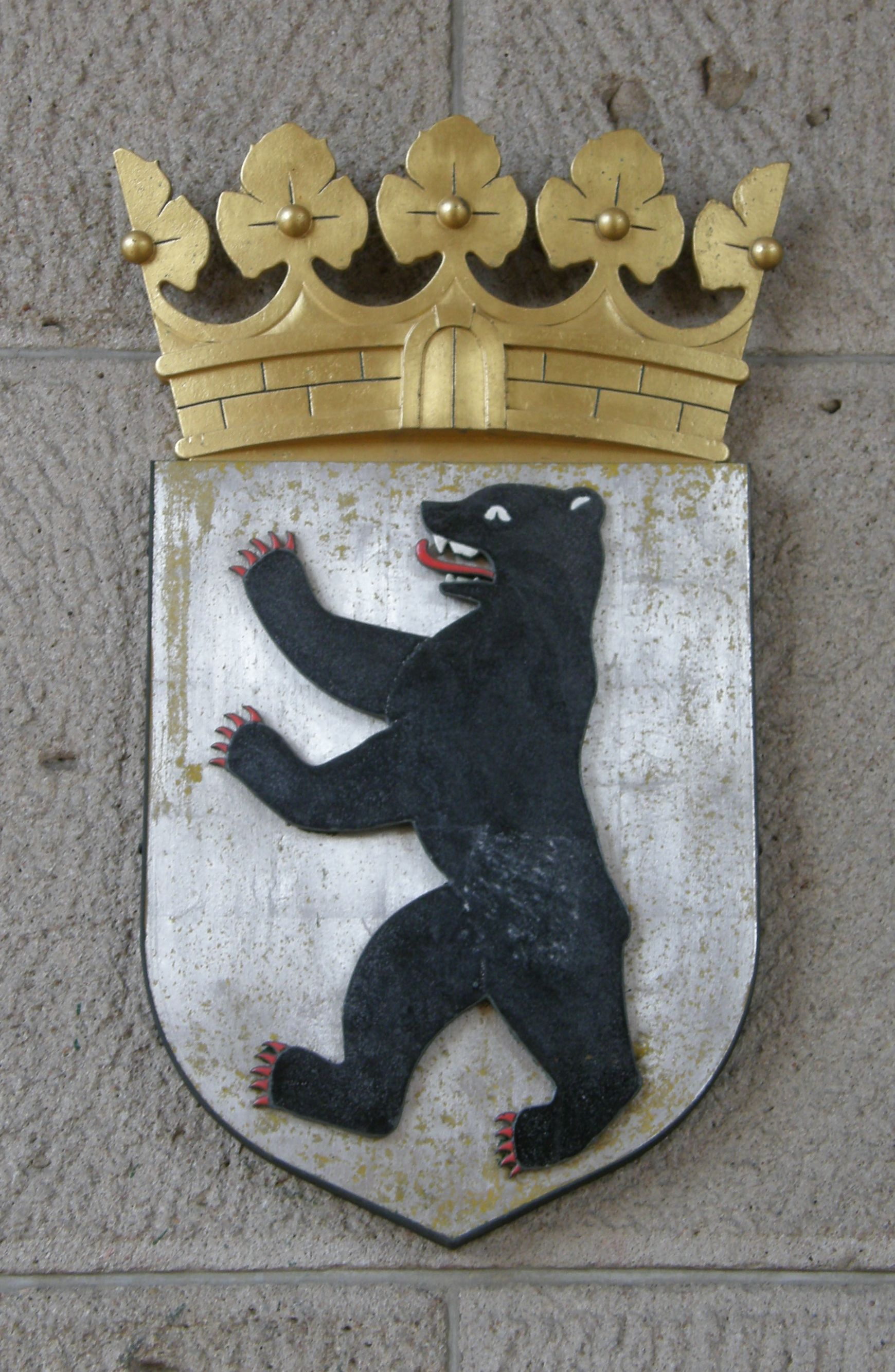
Das Wappen von Berlin am Rathaus Schöneberg.

Bern ist eine politische Gemeinde und Hauptort des gleichnamigen Kantons in der Schweiz.
Bernau bei Berlin ist eine Große kreisangehörige Stadt und Mittelzentrum im Landkreis Barnim des Landes Brandenburg.
Bernau im Schwarzwald ist eine Gemeinde im Landkreis Waldshut in Baden-Württemberg.
Der Name Berlin stammt vom altpolabischen Wort „Birlin“ für Sumpf-Siedlung. Das Wappentier Bär wurde als redendes Wappen aufgrund der ähnlichen Lautung gewählt.

### Beispiele von Orten mit Bärentatze im Stadt- und Gemeindewappen
Die Bärentatze ist in der Heraldik als allgemein bekannte Figur eine oft gewählte Wappenfigur. Dargestellt wird ein Teil des Bärenbeines oder -fußes im Wappen oder im Feld.
Weitere Beispiele sind alle slawischen Ortsnamen, die "Medved" (= Bär) beinhalten.

## Der Bär in Produkten und Marketing
Coca-Cola bewirbt seine Produkte besonders in der Winterzeit mit Eisbären.
Bärenmarke ist eine sehr alte und bekannte, deutsche Marke für Milcherzeugnisse und weitere Lebensmittel auf Basis von Kuhmilch.
Gummibärchen von HARIBO. Bekanntestes Produkt sind die bereits zwei Jahre nach der Unternehmensgründung 1922 von Hans Riegel in Bonn (Ha...Ri...Bo...) erfundenen, zur Abgrenzung von Konkurrenzprodukten Goldbären genannten Gummibärchen.
Eine Feine Backware mit teilweisem Schokoladenüberzug sind Bärentatzen, die der Tatze eines Bären in kleiner Form nachempfunden sind.
Bärendreck wird im Süden Deutschlands sowie in Österreich, der Schweiz und außerdem im Deutsch sprechenden Südtirol die Lakritze genannt.

## Der Bär im Namen von Gaststätten
Eine Reihe von Gaststätten im deutschsprachigen Raum haben den Bären zum Namen. Man darf darüber spekulieren, ob in früheren Tagen in der Gegend Bären vorkamen, als er in Europa noch nicht ausgerottet war. Einige Beispiele sind:
- Zum Bären Oberursel, eine Gaststätte in Oberursel
- Gasthaus zum Bären ist eine Traditionsgaststätte in Frankfurt-Höchst
- Gasthof zum Bären in Frickenhausen am Main
- Gasthof zum Bären in Meersburg und dem angeschlossenen Hotel Bären Meersburg
- Gasthof Zum Bären in Grüningen im Schweizer Kanton Zürich
- Zum roten Bären, Gaststätte in Freiburg im Breisgau
- Gasthof Schwarzer Bär in Güntersberge, Sachsen-Anhalt
- Wirtshaus Brandl Bräu „Zum Bär an der Kette“ in Regensburg, Bayern